# Trachelas truncatulus
Trachelas truncatulus là một loài nhện trong họ Trachelidae.
Loài này thuộc chi Trachelas. Trachelas truncatulus được Frederick Octavius Pickard-Cambridge miêu tả năm 1899.